# Seaton (Devon)
Seaton è un paese di 7 111 abitanti della contea del Devon, in Inghilterra.

## Amministrazione

### Gemellaggi
- Thury-Harcourt, Francia